# М (класс гоночных яхт)
М (Эмка) — бывший национальный класс гоночных яхт, состоявший из разнообразных деревянных швертботов длиной около 6,5 м и площадью парусности не более 26 м². Экипаж 3 человека. Производились варианты с гафельным и бермудским вооружением.
Выпускались до и после Великой Отечественной войны Таллинской и Ленинградской судоверфями. Использовались для гонок с пересадкой экипажей.
«Эмки» в СССР были доступны любому спортивному обществу, на них проводились первенства городов, областей, республик, число лодок насчитывало 2500.
В 2009 году в России появился национальный класс швертботов с экипажем три человека и трапеций для открена «эМ-Ка».